# Narva
Narva (en alemany Narwa i en rus Нарва) és la tercera ciutat més gran d'Estònia, amb una població que arriba als 67.497 habitants (2007) i amb una superfície de 84,54 km².
La ciutat fou destruïda durant la II Guerra Mundial, i repoblada posteriorment amb russos per les autoritats soviètiques,
 i per aquesta raó actualment la població de Narva és majoritàriament d'origen rus (96%).
La població de Narva, un 65% d'ètnia estonia a partir del cens de 1934, va esdevenir aclaparadorament no estoniana a la segona meitat del segle XX. Segons dades més recents, el 46,7% dels habitants de la ciutat són ciutadans d'Estònia, el 36,3% són ciutadans de la Federació Russa, mentre que el 15,3% tenen la ciutadania indefinida.
Un dels edifici municipal històrics destacats és el seu ajuntament.

## Geografia
Narva es troba a l'extrem oriental d'Estònia, 200 km a l'est de la capital d'Estònia Tallin i 130 km al sud-oest de Sant Petersburg. La capital del comtat d'Ida-Viru, Jõhvi, es troba a 50 km a l'oest. La frontera oriental de la ciutat al llarg del riu Narva (que drena el llac Peipus) coincideix amb la frontera entre Estonia i Rússia. La part estònia de l’embassament de Narva es troba principalment dins del territori de Narva, al sud-oest del centre de la ciutat. La desembocadura del riu Narva fins al golf de Finlàndia és d'uns 13 km aigües avall de la ciutat.
El municipi de Narva ocupa 84.54 km², dels quals la ciutat pròpiament dita n'ocupa 62 km² (excloent l'embassament), mentre que dos districtes separats envoltats per la parròquia de Vaivara, Kudruküla i Olgina, cobreixen 5,6 km² i 0,58 km², respectivament. Kudruküla és la més gran de les regions datxa de Narva, situada 6 km al nord-oest de la ciutat principal, prop de Narva-Jõesuu.

### Clima
Narva té un clima continental humit d'estiu càlid (classificació climàtica de Köppen Dfb) amb estius suaus a càlids i plujosos amb nits fresques i hiverns freds, ennuvolats i nevats. Narva és un dels assentaments més freds d'Estònia, situat a l'extrem nord-est del país i limitant amb Rússia.

### Barris

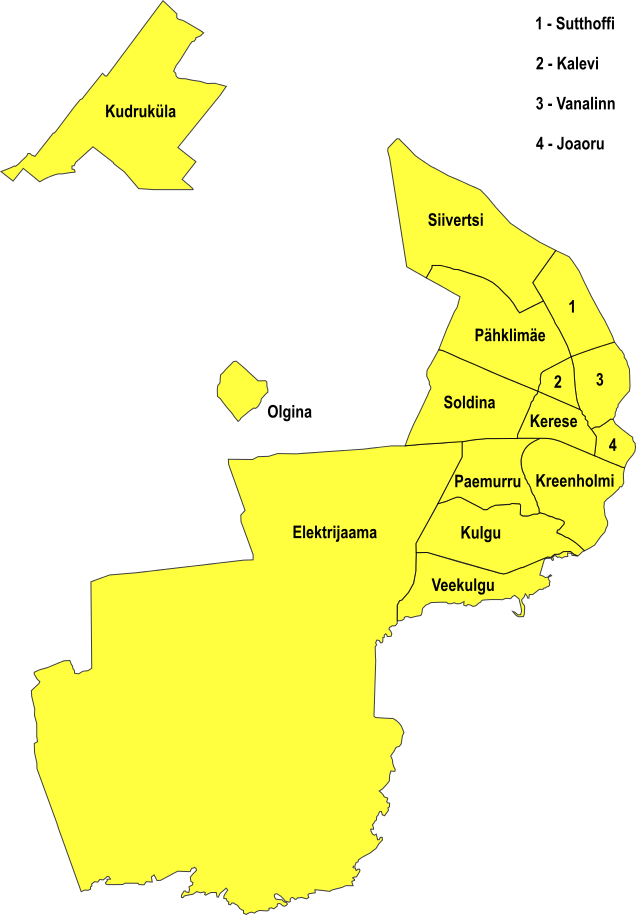
Barris de Narva

Narva es divideix oficialment en 15 barris: Elektrijaama, Joaoru, Kalevi, Kerese, Kreenholmi, Kudruküla, Kulgu, Olgina, Paemurru, Pähklimäe, Siivertsi, Soldina, Sutthoffi, Vanalinn i Veekulgu.

## Història

### Assentament primerenc
Van haver assentaments humans a la zona des del V fins al IV mil·lenni aC, com ho demostren les troballes arqueològiques de la cultura Narva, que porta el nom del riu Narva. L'assentament fortificat de Narva Joaoru és el més antic conegut a Estònia, datat al voltant de l'any 1000 aC. La referència escrita més antiga coneguda del topònim Narva es troba a la Primera Crònica de Novgorod, que l'any 1172 descriu un districte de Novgorod anomenat Nerevsky o Narovsky konets (pati). Segons els historiadors, aquest nom probablement deriva del nom de l'aleshores poble de Narva, o del riu Narva, i indica que per Narva passava una ruta comercial d'ús freqüent, tot i que fins ara no s'ha trobat cap evidència de l'existència d'un assentament comercial a Narva en aquell moment.

### Edat Mitjana
La ubicació favorable de Narva a la intersecció de les dues rutes comercials i el riu Narva va ser darrere de la fundació del castell de Narva i el posterior desenvolupament de l'assentament urbà circumdant del castell. El castell va ser fundat durant el domini danès del nord d'Estònia a la segona meitat del segle XIII; el primer registre escrit del castell és de 1277. El poble de Narvia s'esmenta al llibre del cens danès ja l'any 1241. Al voltant de la fortalesa es va desenvolupar una ciutat i el 1345 va obtenir els drets de la ciutat de Lübeck del rei danès Valdemar IV. El castell i la ciutat circumdant de Narva (Narwa, en alemany) es van convertir en una possessió de l’orde de Livonia el 1346, després que el rei danès vengués les seves terres al nord d'Estònia. El 1492, la fortalesa d'Ivangorod a través del riu Narva va ser establerta per Ivan III de Moscou.
El comerç, especialment el comerç hanseàtic a llarga distància, va continuar sent la raó de ser de Narva durant tota l'Edat Mitjana. No obstant això, a causa de l'oposició de Tallinn, Narva mai va formar part de la Lliga Hanseàtica i també va romandre una petita ciutat: la seva població el 1530 s'estima entre 600 i 750 persones.

### Domini suec i rus

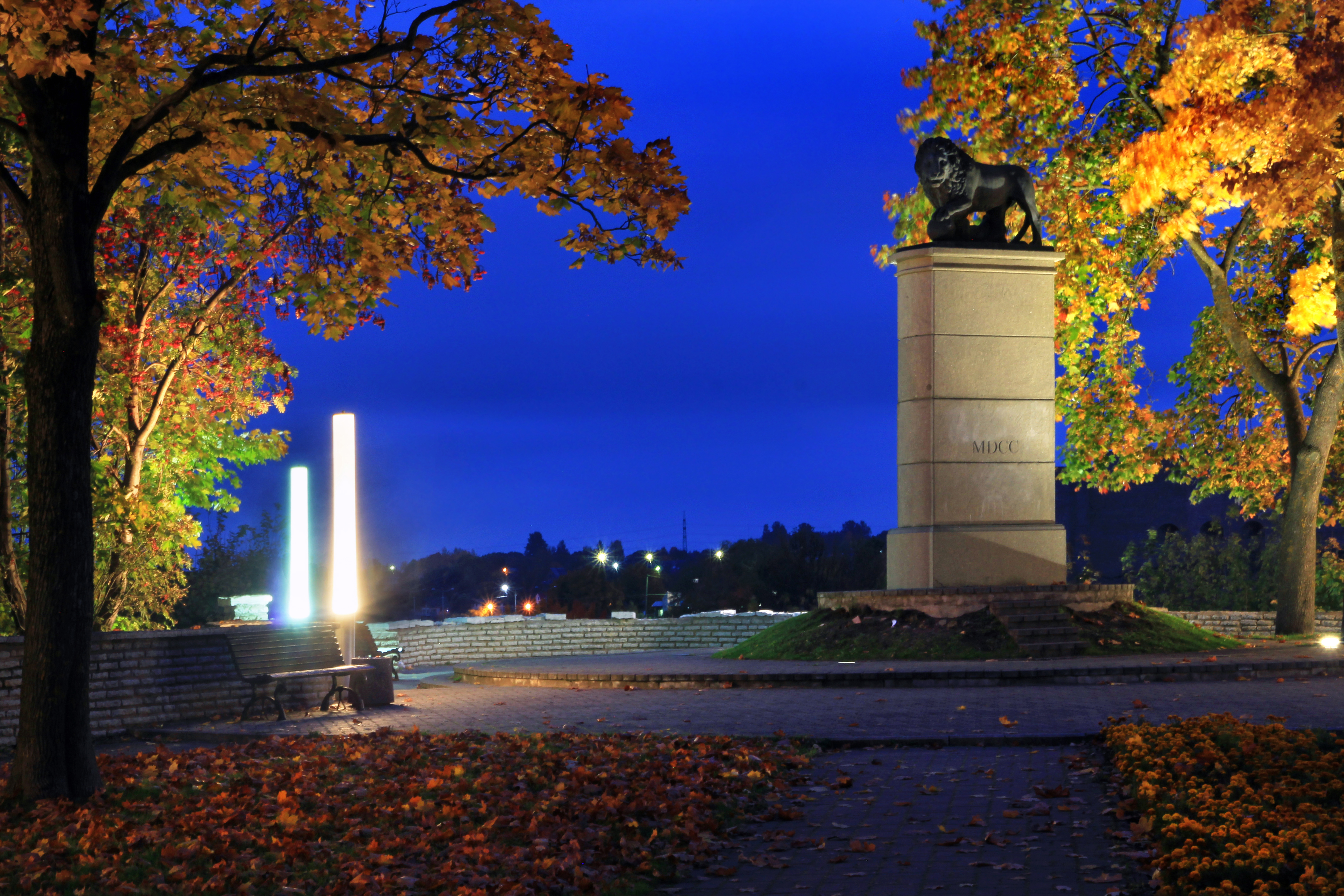
El monument del lleó suec en memòria de la batalla de Narva (1700).

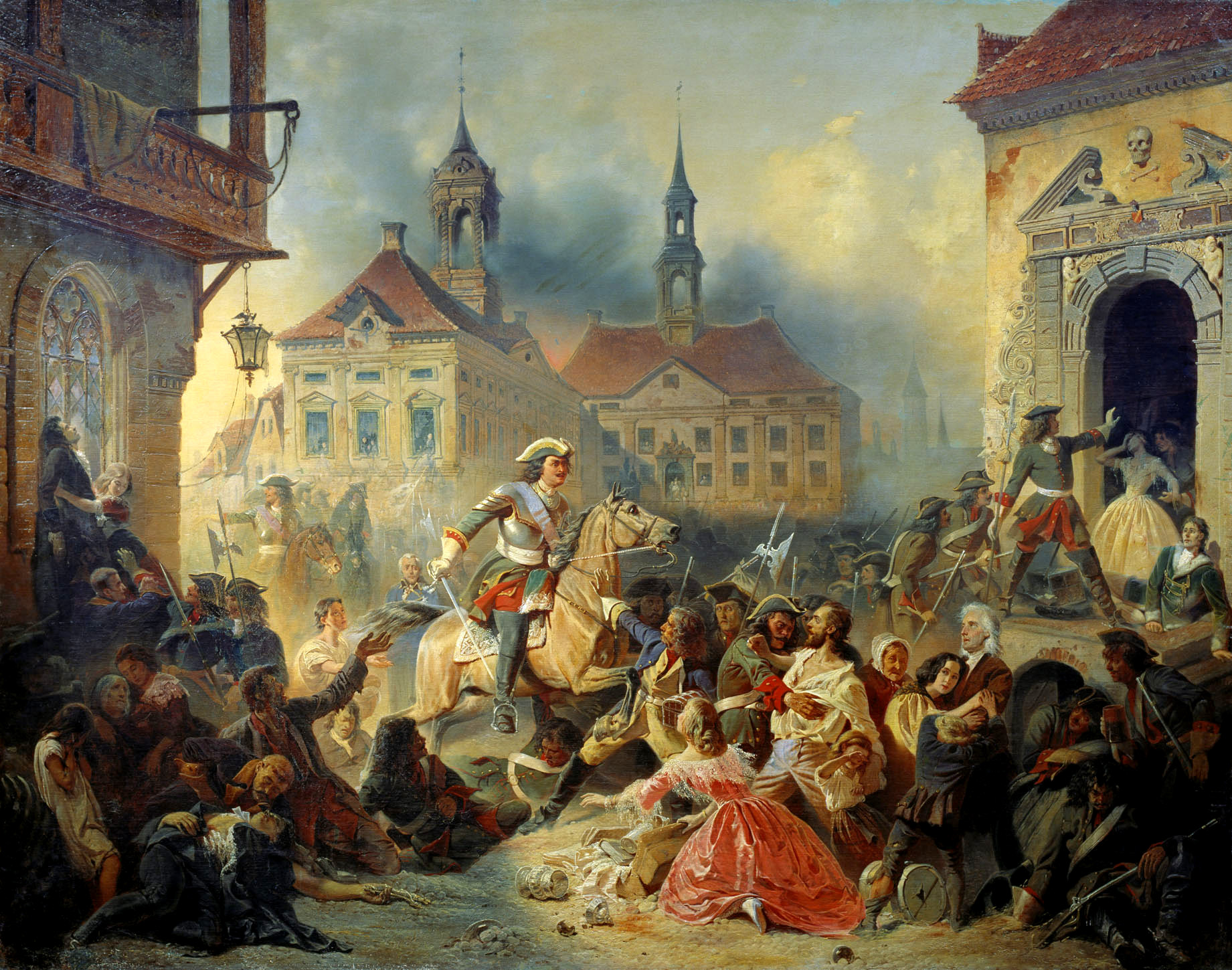
Pere I de Rússia pacifica les seves tropes merodeadores després de prendre Narva el 1704 per Nikolay Sauerweid, 1859

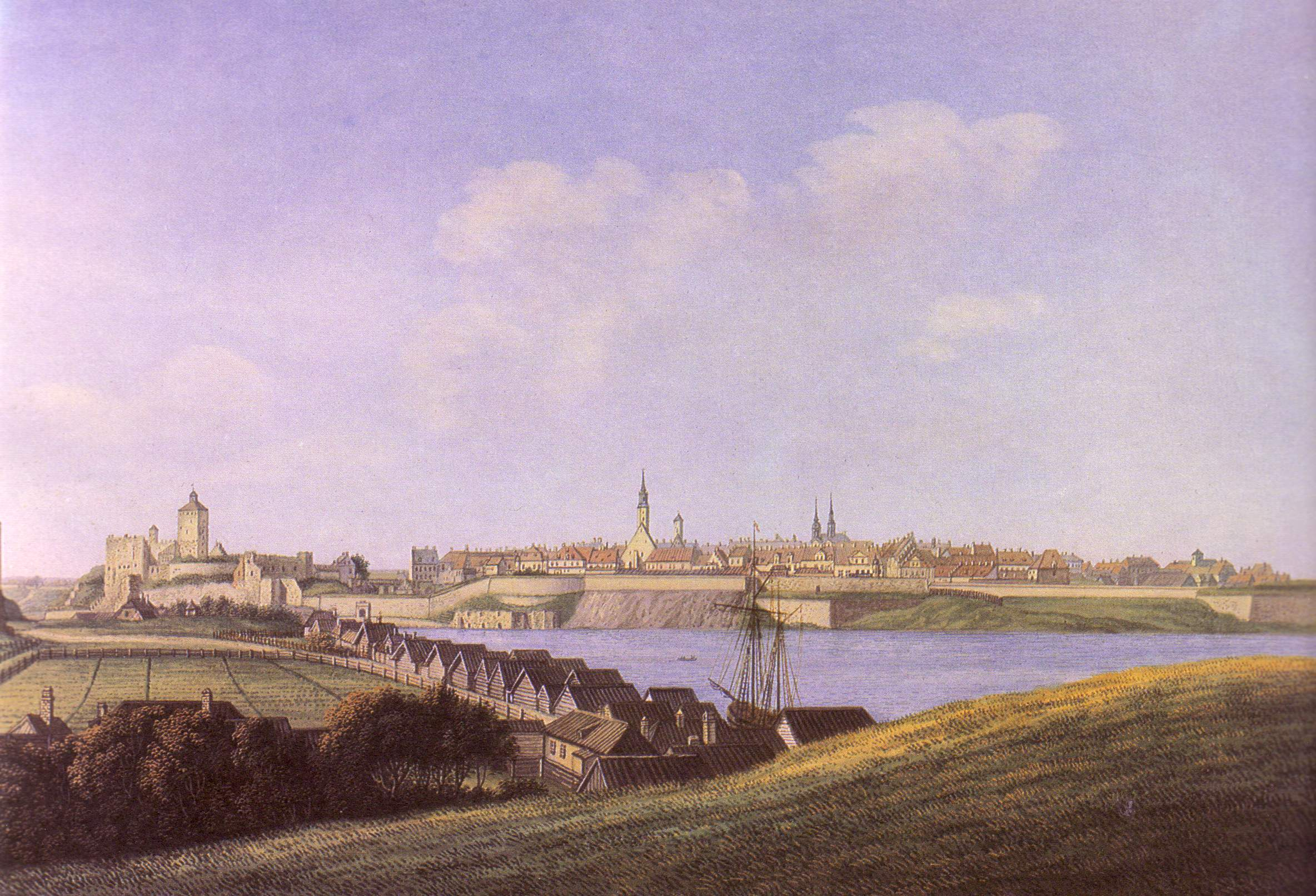
Vista de Narva a la dècada de 1750

Capturada pel tsarat de Rússia (Moscòvia) durant la Guerra de Livònia entre 1558 i 1581, Narva es va convertir durant un curt període en un important port comercial i centre de transbordament de mercaderies russes de Pskov i Nóvgorod. El 1581, les tropes sueques sota el comandament de Pont de la Gardie van conquerir la ciutat i va passar a formar part de Suècia. Durant la guerra russo-sueca (1590–1595), quan Arvid Stålarm era governador, les forces russes van intentar recuperar la ciutat sense èxit (Tractat de Teusina, maig de 1595).
Durant el domini suec, es va construir el nucli antic barroc de Narva. Després d'un gran incendi de l'any 1659 que va destruir gairebé completament la població, només es va permetre la construcció d'edificis de pedra a la seva part central. Els ingressos del florent comerç van permetre la reconstrucció del nucli urbà en dues dècades. Fins a la Segona Guerra Mundial, l'arquitectura barroca del nucli antic pràcticament no va experimentar canvis, i va tenir fama a tot Europa. Cap al final del domini suec, les estructures de defensa de Narva van ser molt millorades. A partir de la dècada de 1680, el reconegut enginyer militar Erik Dahlbergh va dissenyar un sistema de baluards excepcional i construït al voltant de la ciutat. Les noves defenses eren de les més poderoses del nord d'Europa.
Durant la Gran Guerra del Nord de 1700-1721, Narva es va convertir en l'escenari de la primera gran batalla entre les forces del rei Carles XII de Suècia i el tsar Pere I de Rússia (Moscòvia) el novembre de 1700. Tot i que van superar quatre a un, les forces sueques van derrotar al seu oponent de 40.000 persones. Posteriorment, el tsarat de Rússia va conquerir la ciutat el 1704.
Després de la Gran Guerra del Nord, els baluards van ser renovats. Narva va romandre a la llista de fortificacions de l’Imperi Rus fins al 1863, tot i que va resultar que no hi havia una necessitat militar real. Administrativament, la ciutat de Narva, inclòs el seu llavors suburbi d'Ivangorod (Jaanilinn) va formar part de la governació de Sant Petersburg de l'Imperi Rus fins al 1917.
A mitjans del segle xix, Narva es va convertir en una gran ciutat industrial. Ludwig Knoop va establir la Krenholm Manufacturing Company el 1857. La fàbrica va aprofitar l'energia assequible de les poderoses cascades de Narva, i a finals de segle es va convertir, amb uns 10.000 treballadors, en una de les fàbriques de cotó més grans d'Europa i del món. El 1872, Krenholm Manufacturing es va convertir en el lloc de la primera vaga a Estònia. A finals del segle xix, Narva era la principal ciutat industrial d'Estònia: el 41% dels treballadors industrials d'Estònia treballaven a Narva, en comparació amb el 33% a Tallinn. El primer ferrocarril d'Estònia, acabat el 1870, connectava Narva amb Sant Petersburg i Tallinn.
L'agost de 1890, Narva va ser el lloc d'una reunió clau entre el kàiser alemany Guillem II i el tsar rus Alexandre III.

### Període posterior a la Primera Guerra Mundial

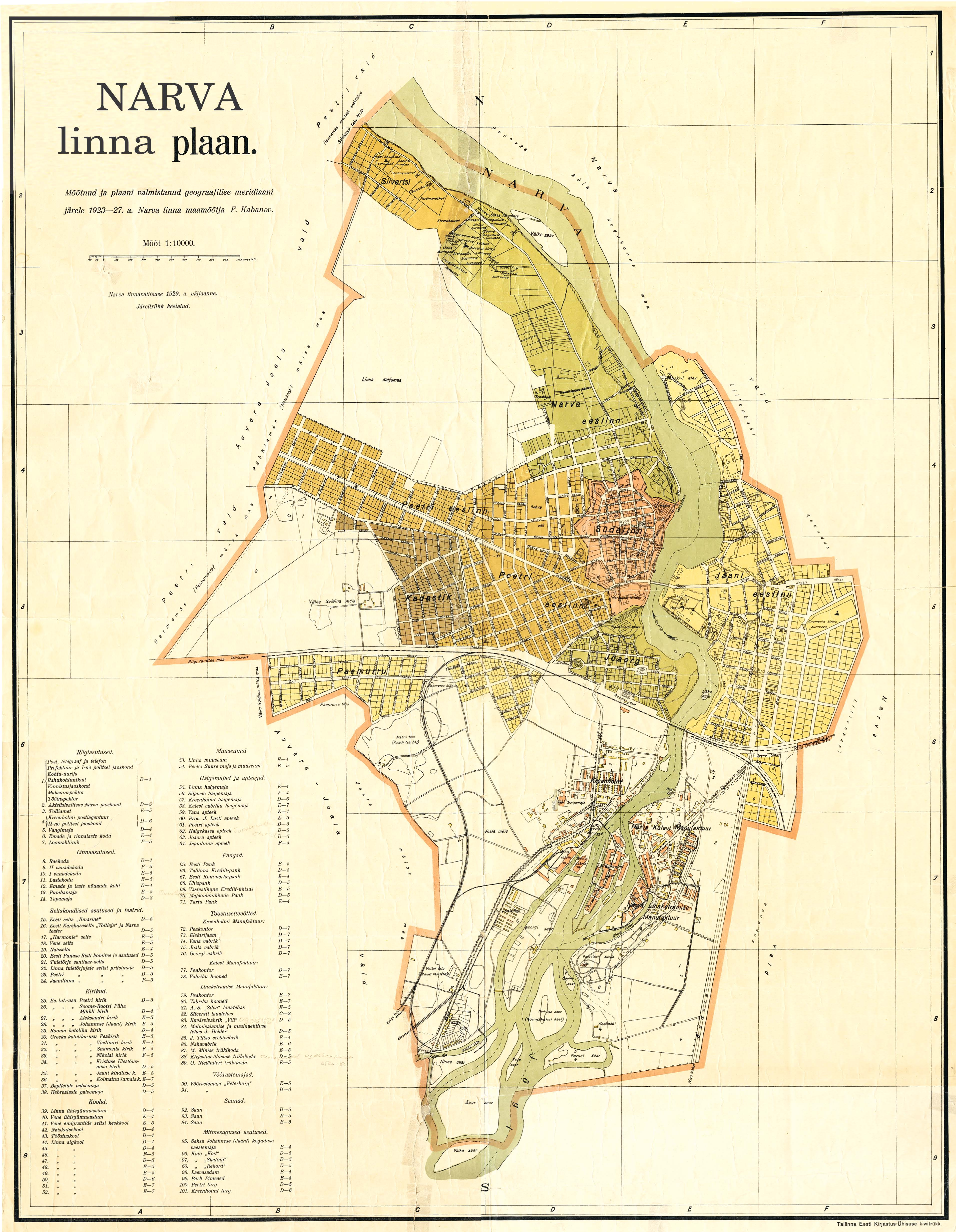
Un pla de Narva de 1929, inclòs el suburbi de Jaanilinn (Ivangorod), part de Narva en aquell moment

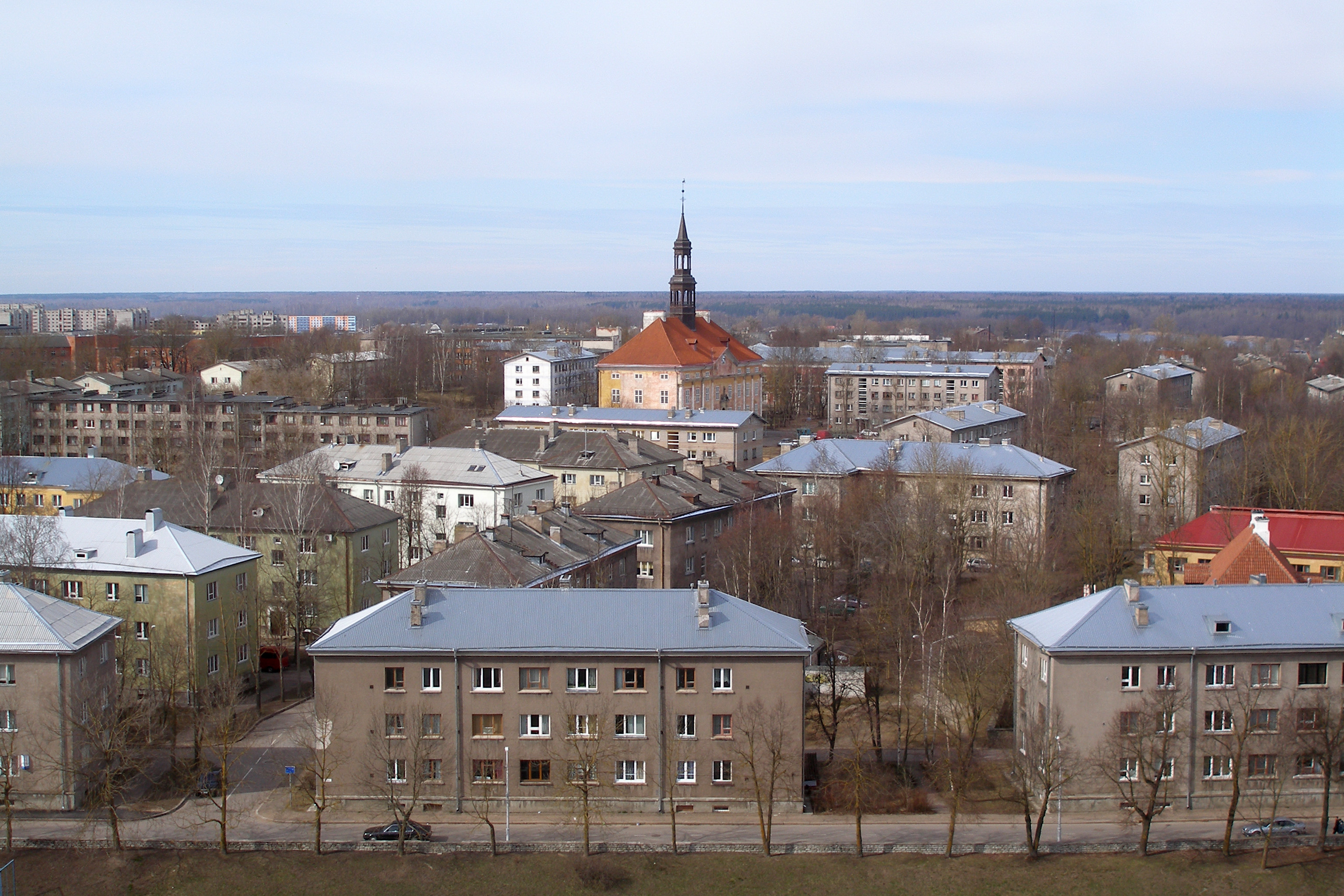
L’ajuntament de Narva, envoltat de blocs d'apartaments de l'època soviètica, és un dels pocs edificis que es van restaurar després de la Segona Guerra Mundial.

L'estatus de Narva es va resoldre en un referèndum de juliol de 1917, quan la població del districte, en aquell moment dividida aproximadament a parts iguals entre els russos i els estonians, va votar per unir-se al nou estat autònom i aviat independent d'Estònia. Narva va passar a formar part de la República independent d'Estònia el 1918, al final de la Primera Guerra Mundial. La ciutat va veure lluitar durant la Guerra d'Independència d'Estònia. La guerra va començar quan les tropes bolxevics russes van atacar Narva el 28 de novembre de 1918, capturant la ciutat l'endemà. Les tropes bolxevics russes van mantenir el control de la ciutat fins al 19 de gener de 1919.

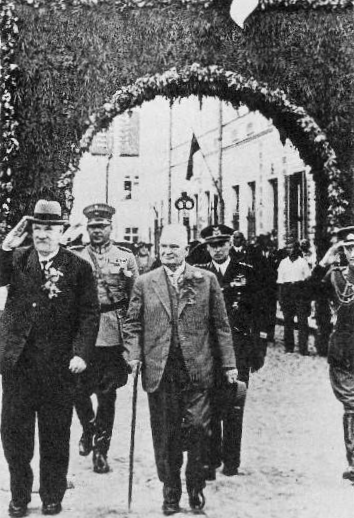
El president de Finlàndia Pehr Evind Svinhufvud (esquerra) i el president d'Estònia Konstantin Päts (centre) durant una visita d'estat a Narva el 1936.

Durant la Segona Guerra Mundial es van produir grans batalles tant a Narva com als voltants. La ciutat va ser danyada durant la invasió alemanya de 1941 i per atacs aeris més petits durant la guerra, però va romandre relativament intacta fins al febrer de 1944. No obstant això, com a focus de la batalla de Narva, la ciutat va ser destruïda pels bombardejos soviètics i els incendis i explosions provocats per les tropes alemanyes en retirada. L'acció més devastadora van ser els bombardejos del 6 i 7 de març de 1944 per part de la Força Aèria Soviètica, que van destruir el nucli antic barroc.
A finals de juliol de 1944, el 98% de Narva havia estat destruït. Després de la guerra, la majoria dels edificis es podrien haver restaurat ja que els murs de les cases encara existien, però a principis dels anys 50, les autoritats soviètiques van decidir enderrocar les ruïnes per fer lloc als edificis d'habitatges. Del nucli antic només queden tres edificis, inclòs l’Ajuntament d'estil barroc. Les baixes civils del bombardeig van ser poques, ja que les forces alemanyes havien evacuat la ciutat el gener de 1944.
Els habitants nadius originals no van poder tornar després de la guerra, i els treballadors immigrants de parla russa d'altres parts de l'URSS van ser introduïts per poblar la ciutat. La ciutat la població de la qual havia estat un 65% d'estonia segons l'últim cens de 1934, esdevingué aclaparadorament no estoniana. El motiu principal d'això va ser un pla per construir una planta secreta de processament d'urani a la ciutat, que convertiria Narva en una ciutat tancada. El 1947, la propera Sillamäe va ser seleccionada com a ubicació de la fàbrica en lloc de Narva, però l'existència d'un pla d'aquest tipus va ser determinant per al desenvolupament de Narva en els anys de la postguerra, i així també va donar forma a la seva evolució posterior. La planificada fàbrica d'urani i altres desenvolupaments industrials a gran escala, com la restauració de la Manufactura Kreenholm, van ser la força impulsora de l'afluència de migrants interns d'altres parts de la Unió Soviètica, principalment Rússia.

El gener de 1945, les autoritats soviètiques van separar Jaanilinn (Ivàngorod), el suburbi de la riba oriental del riu d'Estònia (i de Narva), i l'assentament al voltant de la fortalesa d'Ivàngorod va passar a formar part administrativament de la veïna província de Leningrad de la RSFS russa. El 1954, Ivàngorod es va convertir oficialment en una ciutat per dret propi.

### Restabliment de la independència d'Estònia
Després que Estònia recuperés la seva independència el 1991, els líders de la ciutat, remanents de l'era soviètica, volien l'autonomia i van sostenir que la noció d'una república soviètica transnarovana separatista al nord-est d'Estònia s'estava fent cada cop més popular, però això es va contradir en les enquestes que mostraven que el 87% de la població de la regió s'oposava a la secessió d'Estònia.
El 1993, la insatisfacció amb les lleis electorals i de ciutadania recentment promulgades (els no ciutadans no tenien permís per ocupar càrrec) va culminar amb el referèndum de Narva del 16 al 17 de juliol de 1993, que va proposar l'autonomia tant per a Narva com per Sillamäe, una ciutat propera. Tot i que el 97% va votar a favor del referèndum, la participació a Narva va ser només del 55%, i hi havia acusacions creïbles de frau electoral.

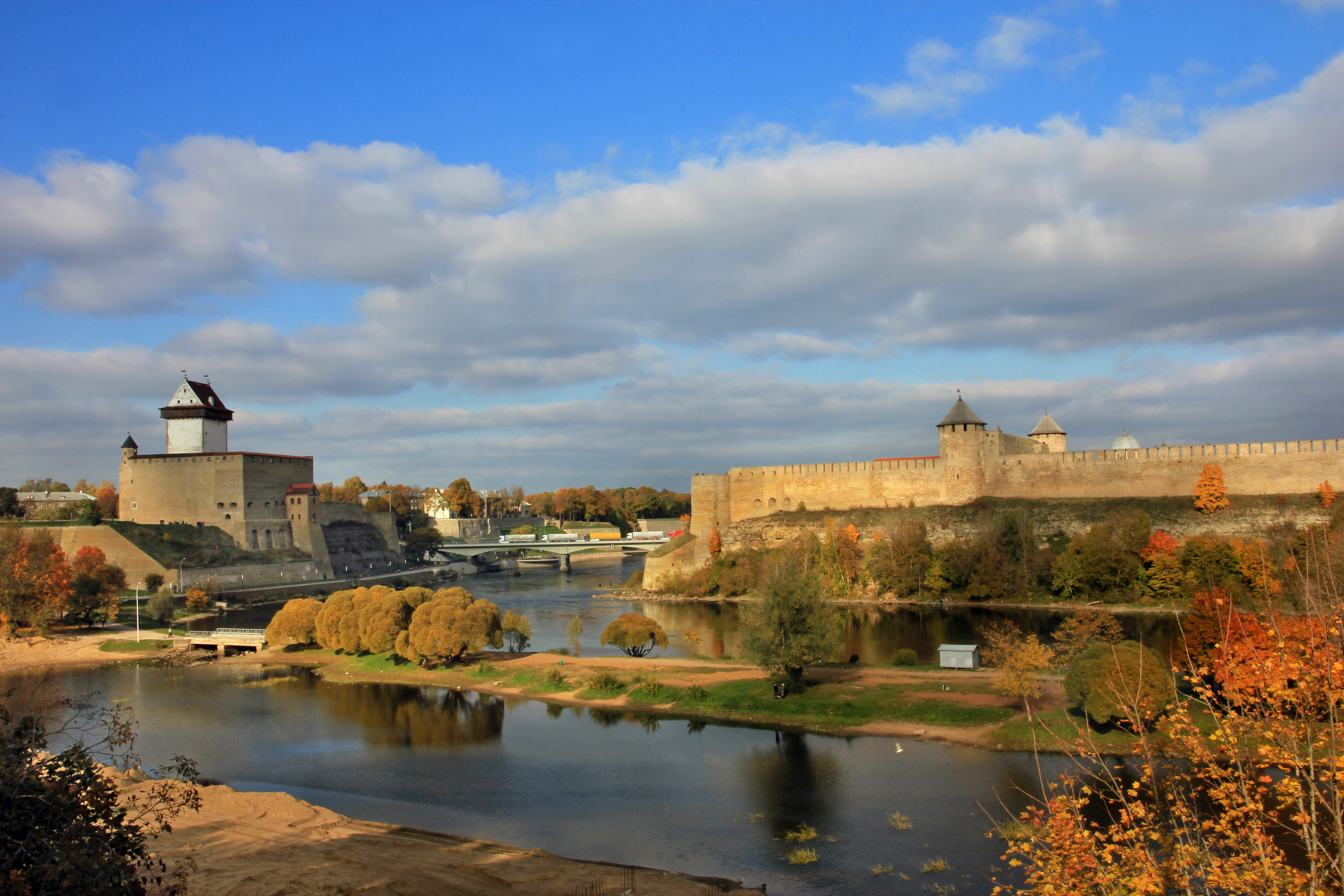
Vista de Narva el 2014. La fortalesa d'Ivangorod, a Rússia, es troba a l'altra banda del riu a la dreta.

Després de 1991, les disputes sobre la frontera entre Estònia i Rússia al sector de Narva van romandre, ja que la nova constitució d'Estònia (adoptada el 1992) reconeix que la frontera del Tractat de Tartu de 1920 és actualment legal.
La Federació Russa, però, considera Estònia com la successora de la RSS d'Estònia i reconeix la frontera de 1945 entre les dues antigues repúbliques nacionals. Oficialment, Estònia no té cap reclamació territorial a la zona, i això també es va reflectir en el nou tractat fronterer entre Estonia i Rússia signat a Moscou el 18 de maig de 2005. Rússia no el va ratificar perquè, juntament amb la ratificació, el parlament estonià va aprovar un comunicat, que esmentava l'ocupació soviètica.
El 18 de febrer de 2014 es va signar un nou tractat fronterer per tots dos països. No obstant això, el tractat no va ser ratificat pels parlaments ni de Rússia ni d'Estònia.
En general, el 2014, els residents russos estaven contents amb la seva condició de ciutadans d'Estònia i de la Unió Europea i vivien pacíficament al costat dels seus compatriotes.

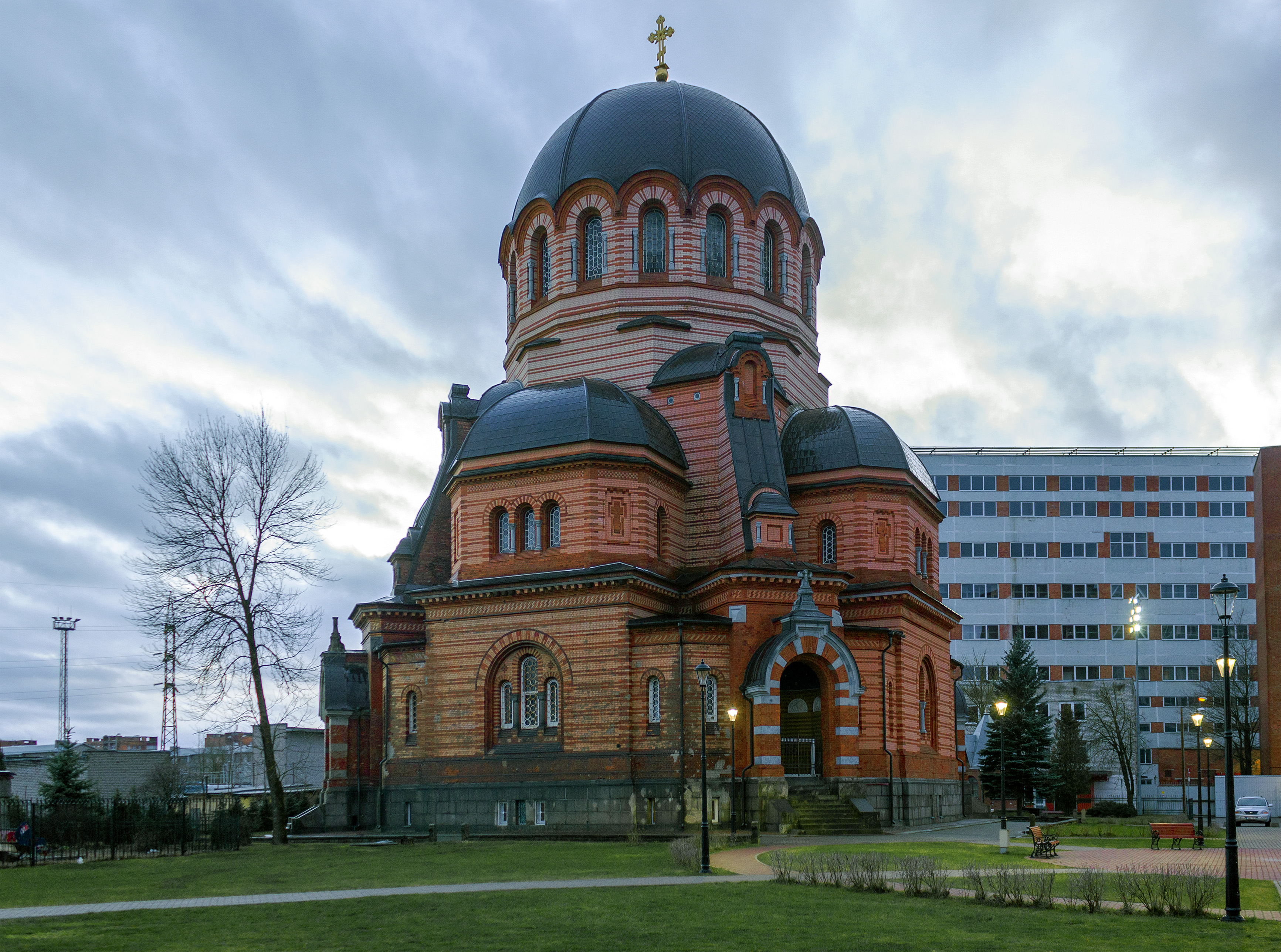
Catedral de la Resurrecció de Crist, Narva (construïda 1890–1896)

Els del bàndol estonià creuaven principalment per comprar gasolina més barata, semola, productes de neteja, pasta i sucre. Els que travessaven des del costat rus volien fer ús de la disponibilitat de béns no sancionats, instal·lacions d'entreteniment i, en general, una millor infraestructura.
La invasió d'Ucraïna i el conflicte posterior van reduir seriosament la cooperació entre els dos veïns, sobretot perquè els visats es van fer difícils d'obtenir i els residents de Narva van augmentar l'adopció de la ciutadania estoniana. Narva va acollir molts refugiats ucraïnesos que fugien de la guerra i el govern estonià va prohibir les estacions de televisió russes que abans havien estat populars entre els residents russòfons més grans.
El 10 de juny de 2022, el ministeri d'Afers Exteriors estonià va convocar l'ambaixador rus per protestar pels comentaris del president Vladímir Putin que elogiava Pere el Gran per haver capturat Narva a principis del segle xviii. L'agost de 2022, un memorial del tanc T-34 soviètic va ser retirat d'un tram de carretera entre el centre de la ciutat i Narva-Jõesuu. Va ser traslladat al Museu de la Guerra d'Estònia prop de Tallinn. Com a resposta a la retirada del tanc, el mes següent les autoritats russes van erigir un monument de tancs T-34 similar a Ivàngorod, prop del punt de pas fronterer amb Narva.

## Demografia
| 2011   | 2017   | 1r gener 2018 | 1r gener 2019 | 1r gener 2020 | 1r gener 2021 | 1r gener 2022 | 1r gener 2023 | 1r gener 2024 |
| 58.663 | 57.130 | 56.103        | 55.249        | 54.409        | 53.424        | 53.953        | 53.875        | 53.360        |

L'1 de gener de 2013 la població de Narva era de 59.888 habitants, una disminució dels 60.454 habitants de l'any anterior. La població era de 83.000 habitants el 1992. El 95,7% de la població de Narva són parlants nadius de rus, i el 87,7% són russos d'ètnia. La majoria dels no estonians són immigrants ètnicament russos, bielorussos o ucraïnesos o fills d'immigrants, tot i que el 69% dels residents de Narva a principis dels anys noranta havien nascut a Narva o hi havien viscut durant més de 30 anys. Els estonians ètnics representen el 5,2% de la població total. Gran part de la ciutat va ser destruïda durant la Segona Guerra Mundial i durant diversos anys durant la reconstrucció següent, les autoritats soviètiques van prohibir en gran manera el retorn dels residents de Narva d'abans de la guerra (entre els quals els estonians eren la majoria, formant % de la població de la ciutat de 23.512 segons el cens de 1934), modificant així radicalment la composició de la ciutat. No obstant això, els russos d'ètnia ja havien format una minoria important: el 29,7% de la població de la ciutat era russa al cens de 1934.
El 46,7% dels habitants de la ciutat són ciutadans estonians, el 36,3% són ciutadans de la Federació Russa, mentre que el 15,3% de la població té la ciutadania indefinida. Des de la invasió russa d'Ucraïna l'any 2022, hi ha hagut un augment de persones que adquireixen la ciutadania estònia a la ciutat.
Una preocupació a Narva va ser la propagació del VIH, que va infectar l'1,2% de la població d'Estònia el 2012. Entre el 2001 i el 2008, es van registrar més de 1.600 casos de VIH a Narva, la qual cosa la converteix en una de les pitjors zones d'Estònia, juntament amb Tallinn i la resta del comtat d'Ida-Viru. La taxa d'infecció pel VIH a Estònia va disminuir el 2014, amb 59 casos nous a Narva.
| Etnia       | 1897      | 1897 | Cens estonià 1922 | Cens estonià 1922 | Cens estonià 1934 | Cens estonià 1934 | 1941      | 1941 | 1959      | 1959 | 1970      | 1970 | 1979      | 1979 | 1989      | 1989 | 2000      | 2000 | 2011      | 2011 | Cens estonià 2021 | Cens estonià 2021 |
| Etnia       | quantitat | %    | quantitat         | %                 | quantitat         | %                 | quantitat | %    | quantitat | %    | quantitat | %    | quantitat | %    | quantitat | %    | quantitat | %    | quantitat | %    | quantitat         | %                 |
| ----------- | --------- | ---- | ----------------- | ----------------- | ----------------- | ----------------- | --------- | ---- | --------- | ---- | --------- | ---- | --------- | ---- | --------- | ---- | --------- | ---- | --------- | ---- | ----------------- | ----------------- |
| Estonians   | 7313      | 44,0 | 17501             | 65,0              | 15227             | 64,8              | 13625     | 68,7 | 3114      | 11,3 | 3984      | 6,89 | 3538      | 4,86 | 3224      | 3,97 | 3331      | 4,85 | 3031      | 5,17 | 3107              | 5,76              |
| Russos      | 7217      | 43,5 | 7927              | 29,5              | 6986              | 29,7              | 5376      | 27,1 | -         | -    | 48205     | 83,3 | 61971     | 85,1 | 69763     | 85,9 | 58702     | 85,5 | 51434     | 87,7 | 46937             | 87,0              |
| Ucraïnesos  | 7         | 0,04 | -                 | -                 | 1                 | 0,00              | -         | -    | -         | -    | 1448      | 2,50 | 2092      | 2,87 | 2626      | 3,23 | 1774      | 2,58 | 1219      | 2,08 | 1140              | 2,11              |
| Belarussos  | 63        | 0,38 | -                 | -                 | -                 | -                 | -         | -    | -         | -    | 1526      | 2,64 | 1904      | 2,62 | 2182      | 2,69 | 1529      | 2,23 | 1034      | 1,76 | 833               | 1,54              |
| Finlandesos | 99        | 0,60 | -                 | -                 | 211               | 0,90              | 369       | 1,86 | -         | -    | 689       | 1,19 | 780       | 1,07 | 727       | 0,90 | 682       | 0,99 | 406       | 0,69 | 325               | 0,60              |
| Jueus       | -         | -    | 318               | 1,18              | 188               | 0,80              | 0         | 0,00 | -         | -    | 219       | 0,38 | 219       | 0,30 | 211       | 0,26 | 89        | 0,13 | 61        | 0,10 | 48                | 0,09              |
| Letons      | -         | -    | -                 | -                 | 65                | 0,28              | 46        | 0,23 | -         | -    | 189       | 0,33 | 191       | 0,26 | 185       | 0,23 | 147       | 0,21 | 83        | 0,14 | 85                | 0,16              |
| Alemanys    | 1000      | 6,02 | 502               | 1,87              | 499               | 2,12              | -         | -    | -         | -    | -         | -    | 279       | 0,38 | 251       | 0,31 | 218       | 0,32 | 141       | 0,24 | 124               | 0,23              |
| Tàtars      | -         | -    | -                 | -                 | 59                | 0,25              | -         | -    | -         | -    | -         | -    | 414       | 0,57 | 479       | 0,59 | 376       | 0,55 | 271       | 0,46 | 237               | 0,44              |
| Polonesos   | -         | -    | -                 | -                 | 162               | 0,69              | 116       | 0,59 | -         | -    | -         | -    | 148       | 0,20 | 159       | 0,20 | 127       | 0,18 | 95        | 0,16 | 88                | 0,16              |
| Lituans     | -         | -    | -                 | -                 | 21                | 0,09              | 18        | 0,09 | -         | -    | 191       | 0,33 | 200       | 0,27 | 180       | 0,22 | 141       | 0,21 | 114       | 0,19 | 125               | 0,23              |
| desconegut  | -         | -    | 18                | 0,07              | 15                | 0,06              | 9         | 0,05 | 0         | 0,00 | 0         | 0,00 | 0         | 0,00 | 0         | 0,00 | 744       | 1,08 | 60        | 0,10 | 44                | 0,08              |
| altres      | 900       | 5,42 | 646               | 2,40              | 78                | 0,33              | 265       | 1,34 | 24516     | 88,7 | 1412      | 2,44 | 1047      | 1,44 | 1234      | 1,52 | 820       | 1,19 | 714       | 1,22 | 862               | 1,60              |
| Total       | 16599     | 100  | 26912             | 100               | 23512             | 100               | 19824     | 100  | 27630     | 100  | 57863     | 100  | 72783     | 100  | 81221     | 100  | 68680     | 100  | 58663     | 100  | 53955             | 100               |

## Punts de referència
L'horitzó de Narva està dominat pel castell del segle xv, amb els seus 51 m de la torre Pikk Hermann com la seva fita més destacada. L'extens complex de la Manufactura Kreenholm, situat a prop de cascades escèniques, és una de les fàbriques tèxtils més grans del nord d'Europa del segle xix. Altres edificis notables inclouen mansions sueques del segle xvii, un ajuntament barroc (1668–71) i restes de les fortificacions d’Erik Dahlberg.
A l'altra banda del riu Narva es troba la fortalesa russa d'Ivàngorod, establerta durant el govern del Gran Príncep Ivan III de Moscòvia el 1492 i també esmentada en algunes fonts contemporànies com la Contra-Narva. Des del segle xvii fins al 1945, tant la fortalesa com el suburbi adjacent d'Ivàngorod (estonià: Jaanilinn) formaven part administrativa de Narva.
L'estadi Narva Kreenholmi és la seu de l'equip de futbol Meistriliiga, el FC Narva Trans.

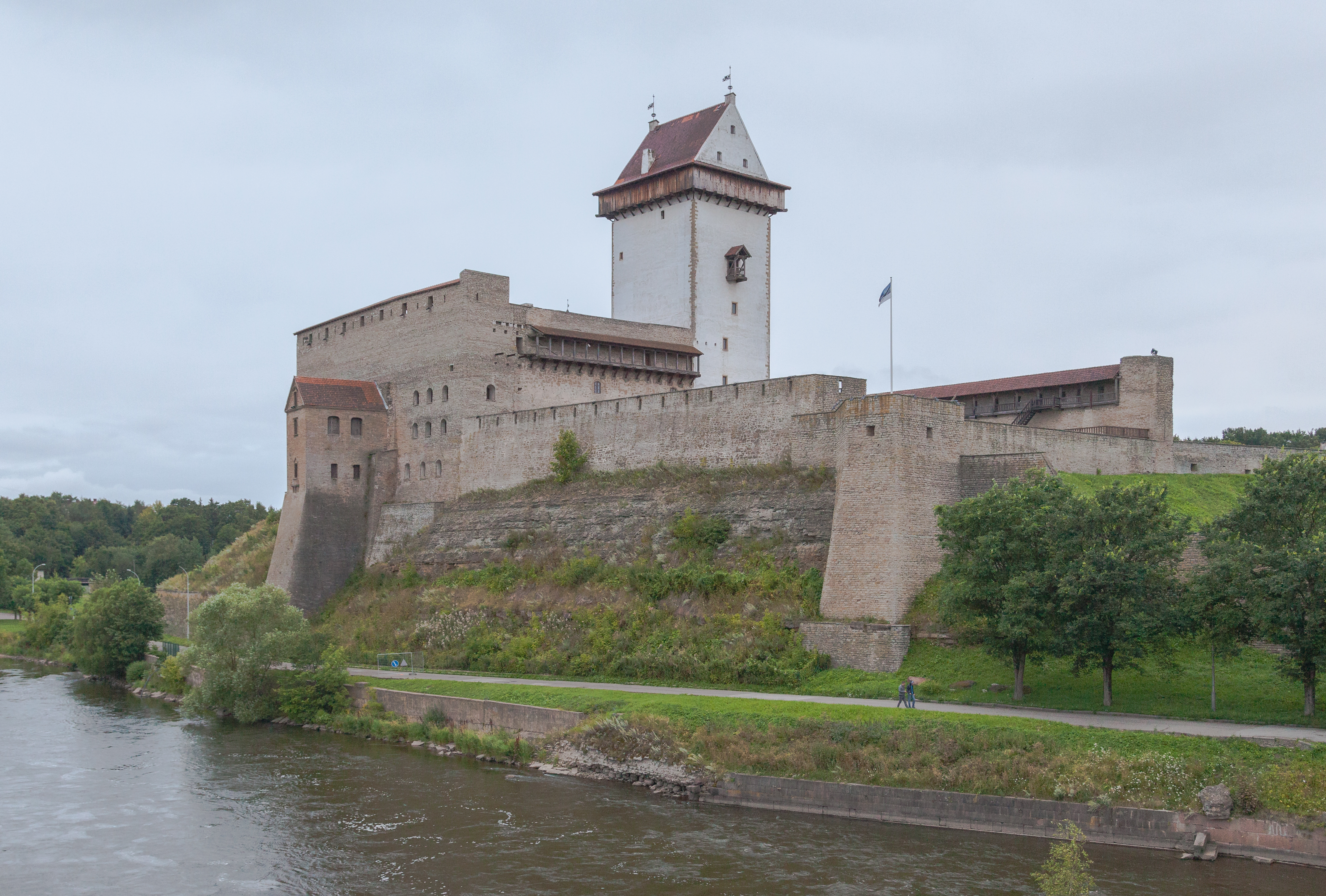
Castell Hermann
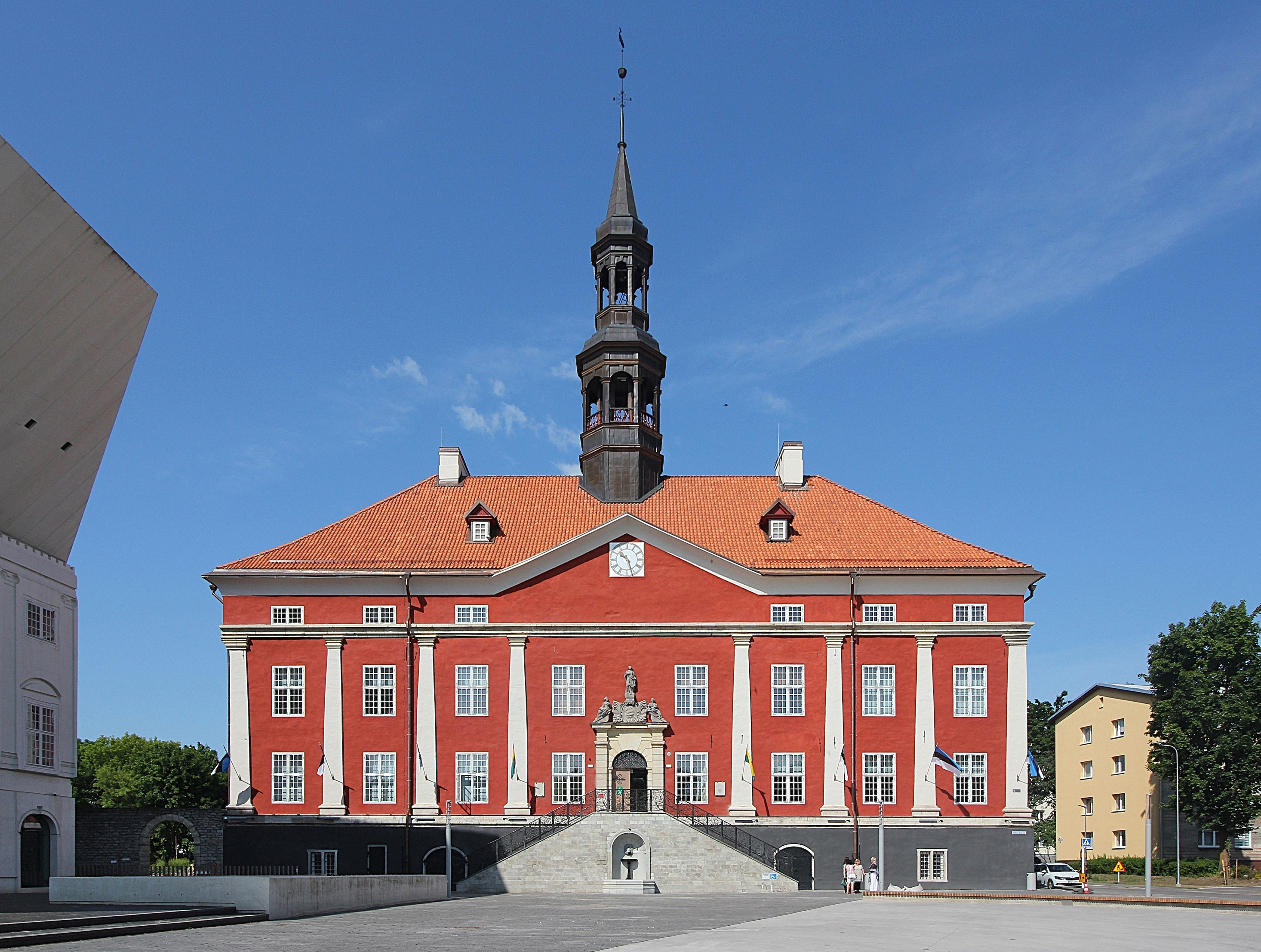
Ajuntament
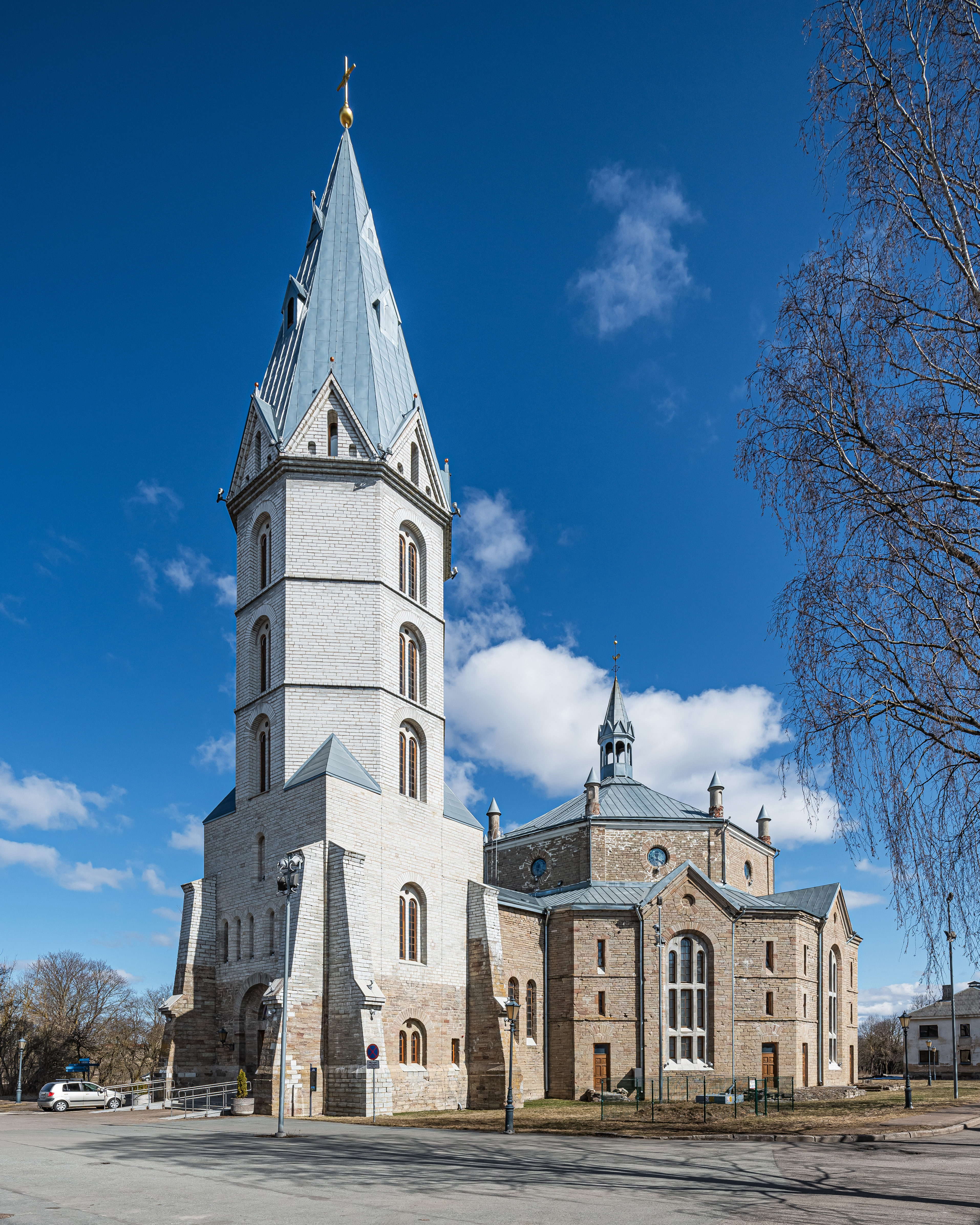
Catedral d'Alexandre
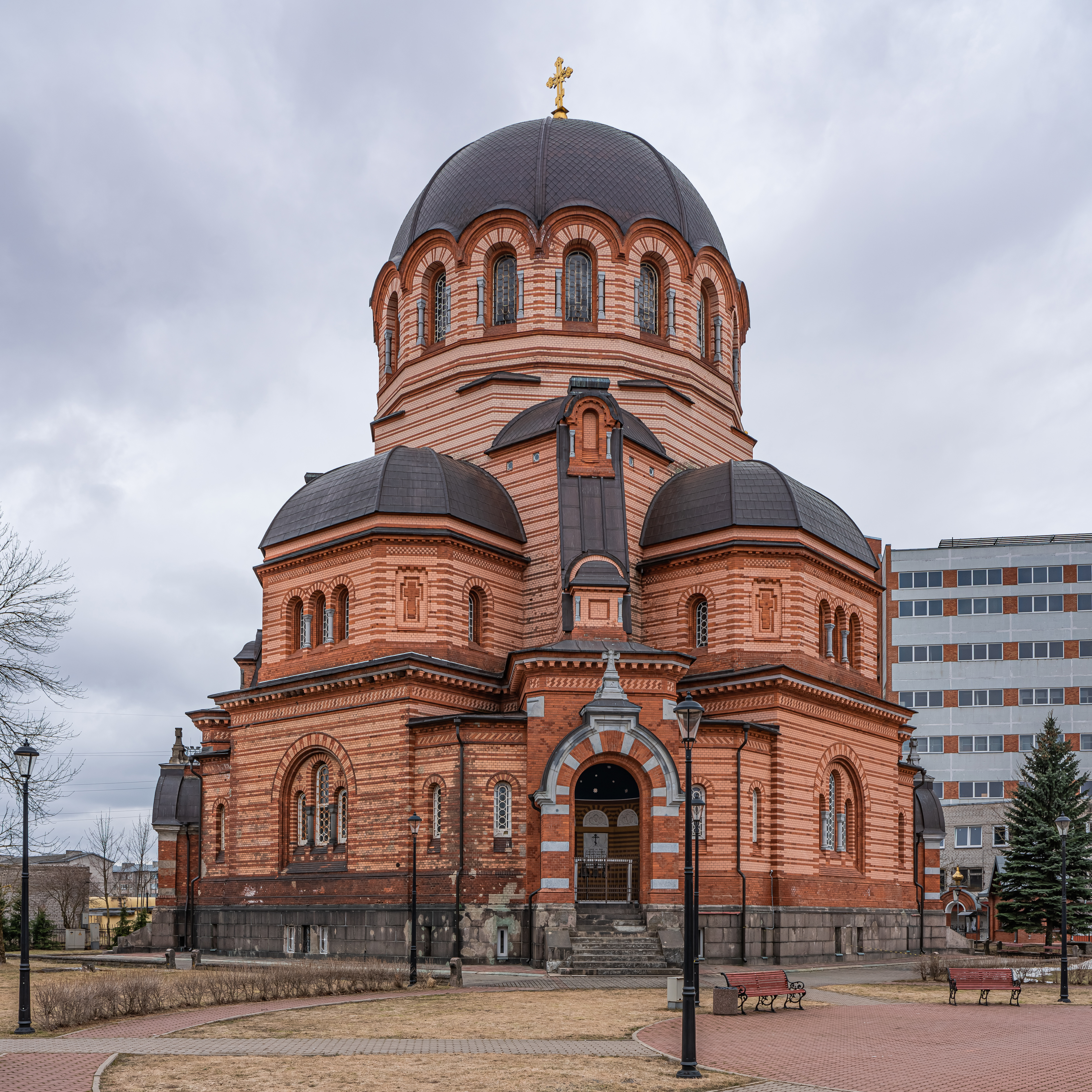
Resurrecció de Crist Catedral Ortodoxa
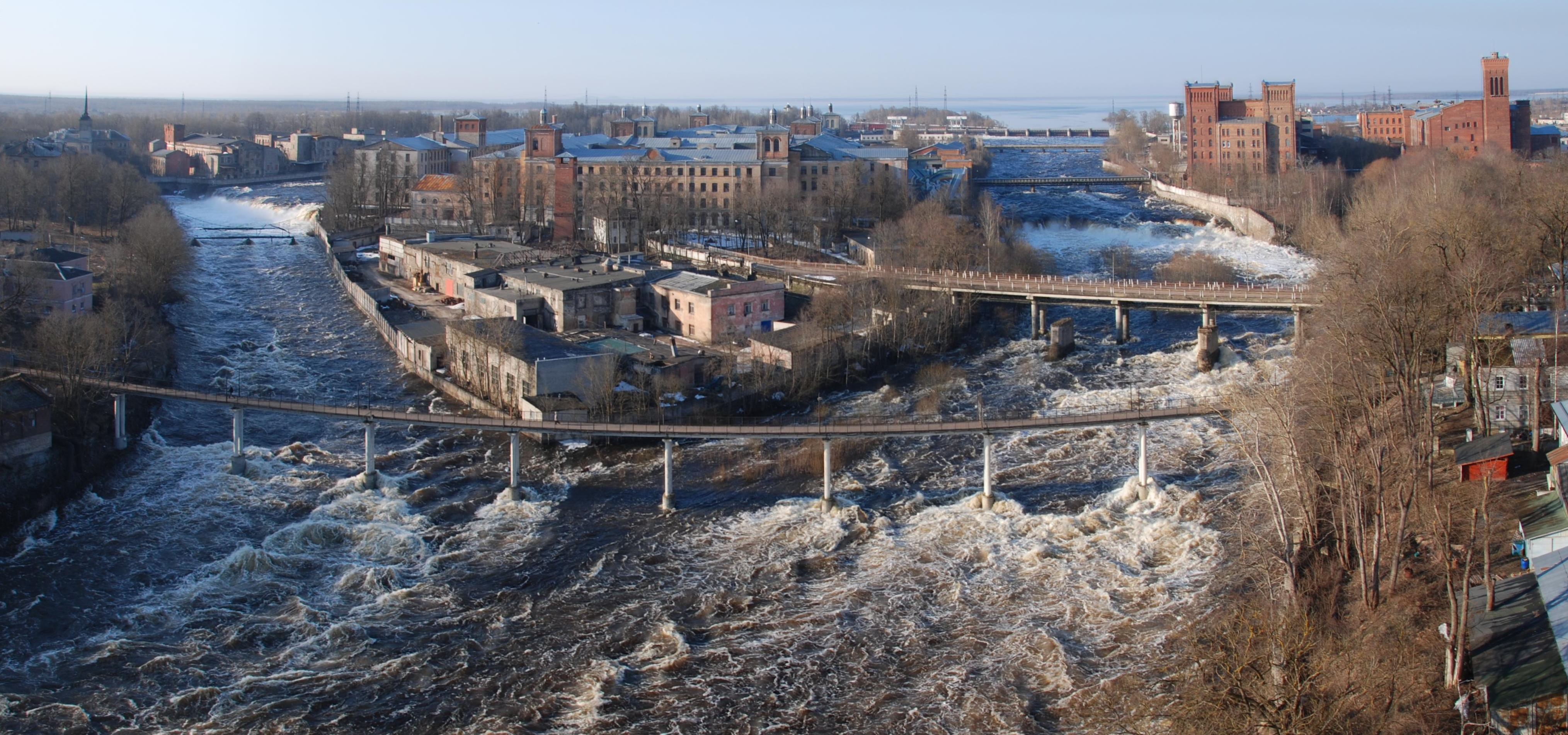
Fàbrica Kreenholm

## Transport
L’estació de tren de Narva es troba en una línia de ferrocarril internacional entre Estònia i Rússia (ferrocarril Tallinn–Narva). Tots els trens de passatgers entre Rússia i Estònia van ser cancel·lats durant la pandèmia el 2020 i el servei no s'ha reprès. Hi ha un servei de tren nacional entre Sant Petersburg i Ivangorod. Per tant, és possible viatjar entre Narva i Sant Petersburg amb tren si es creua la frontera entre Narva i Ivangorod a peu. La distància a peu entre l'estació fronterera i l'estació de tren d'Ivangorod és d'uns 3,5 km.
Cinc trens nacionals diaris circulen entre Narva i Tallinn. Algunes són expressos, la qual cosa suposa aproximadament 2 1⁄2 hores.
Al costat de l'estació de tren central hi ha una estació central d'autobusos, que té múltiples connexions nacionals i internacionals (incloent-hi Rússia, Letònia, Lituània, Polònia, Bielorússia, etc.). Les rutes d'autobusos directes a Rússia van cessar l'1 de febrer de 2024, des que la Federació Russa va tancar la frontera entre Narva i Ivàngorod al trànsit; ara només els vianants poden travessar la frontera.
Hi ha un camp d'aviació d'herba d'aviació general prop de Narva (OACI: EENA). La franja té una llargada de 600 metres.

## Esport
Els dos esports professionals principals de la ciutat són Hoquei sobre gel i el futbol.
El Narva PSK juga al Narva Ice Hall, que també va ser l'escenari amfitrió del Campionat Mundial Júnior d'hoquei sobre gel 2005, Grup B.
JK Narva Trans juga al Narva Kreenholm Stadium. Són membres fundadors de la Meistriliiga i són un dels dos clubs que mai han baixat de la màxima divisió estoniana. Han guanyat 2 Copes d'Estònia i 2 Supercopes d'Estònia.

## Persones il·lustres
- Ludwig Busbetzky (1687–1699), compositor i organista de l'església alemanya de Narva

- Maksim Gruznov (nascut el 1974), jugador de futbol

- Reinar Hallik (nascut el 1984), jugador de bàsquet

- Evert Horn (1585–1615), governador de Narva (1613)

- Valeri Karpin (nascut el 1969), jugador de futbol rus

- Paul Keres, (1916-1975), Gran Mestre Internacional d'escacs

- Leo Komarov (nascut el 1987), jugador d'hoquei sobre gel

- Raimund Kull (1882–1942), director d'orquestra i compositor

- Kersti Merilaas (1913–1986), poeta, dramaturga

- Alika Milova (nascuda el 2002), cantant, va representar Estònia al Festival de la Cançó d'Eurovisió 2023

- Salme Peetson (1885–1967), actriu

- Aleksander Promet (1879–1938), artista

- Ortvin Sarapu (1924–1999), jugador d'escacs

- Paul Felix Schmidt (1916–1984), jugador d'escacs

- Emmanuel Steinschneider (1886–1970), professor

- Nikolai Stepulov (1913–1968), boxejador olímpic

- Adolf Szyszko-Bohusz (1883–1948), arquitecte

- Albert Üksip (1886–1966), botànic

## En la cultura popular
Al videojoc de trets en primera persona Squad, el mapa de Narva està basat en la ciutat real, que conté el castell de Narva, la fortalesa d'Ivangorod i una zona industrial del sud.

## Agermanaments
Narva està agermanada amb:
- Bel Air, Estats Units
- Pärnu, Estònia
- Forssa, Finlàndia
- Humppila, Finlàndia
- Jokioinen, Finlàndia
- Lahti, Finlàndia
- Somero, Finlàndia
- Urjala, Finlàndia
- Ypäjä, Finlàndia
- Kobuleti, Geòrgia
- Bălți, Moldàvia
- Elbląg, Polònia
- Karlskoga, Suècia
- Xiamen, Xina